# Mimostedes birmanus
Mimostedes birmanus är en skalbaggsart som beskrevs av Stephan von Breuning 1958. Mimostedes birmanus ingår i släktet Mimostedes och familjen långhorningar.
Artens utbredningsområde är Myanmar. Inga underarter finns listade i Catalogue of Life.